# Amerikaanse gouverneursverkiezingen 2012
De Amerikaanse gouverneursverkiezingen 2012 werden gehouden op 6 november 2012, waarbij elf staten en twee territoria een nieuwe gouverneur kozen. De verkiezingen vonden gelijktijdig plaats met de presidentsverkiezingen en de congresverkiezingen. Op 5 juni 2012 was er een speciale verkiezing in de staat Wisconsin.

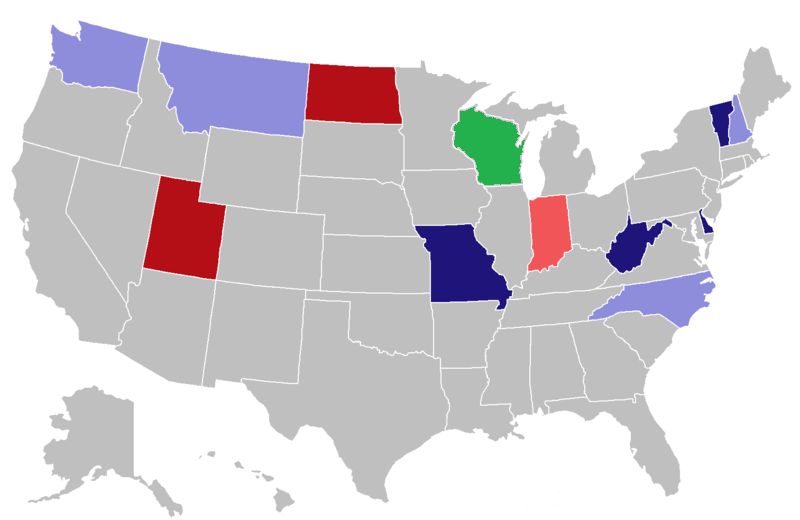
Amerikaanse gouverneursverkiezingen 2012:
Staat met democratische gouverneur
Terugtrekkende democraat
Staat met een Republikeinse gouverneur
Terugtrekkende Republikein
Geen verkiezing

## Polls
| Source                                                         | Veilig Democratische gouverneur | Waarschijnlijk Democratische gouverneur | Leunt naar Democratische gouverneur | Onbeslist          | Leunt naar Republikeinse gouverneur | Waarschijnlijk Republikeinse gouverneur | Veilig Republikeinse gouverneur |
| Alle voorspellingen                                            | Delaware Vermont                |                                         |                                     | New Hampshire      |                                     | Indiana                                 | North Dakota Utah               |
| The Cook Political Report op 17 augustus 2012 (updates)        | Vermont                         |                                         | Missouri West Virginia              | Montana Washington | North Carolina                      |                                         |                                 |
| Governing op 24 juli 2012 (updates)                            | Vermont                         | Missouri                                | West Virginia                       |                    | Montana North Carolina Washington   |                                         |                                 |
| RealClearPolitics (updates)                                    | Vermont                         | Missouri West Virginia                  |                                     | Montana Washington |                                     | North Carolina                          |                                 |
| The Rothenberg Political Report op 28 september 2012 (updates) | Vermont                         |                                         | Missouri West Virginia              | Montana Washington | North Carolina                      |                                         |                                 |
| Larry Sabato's Crystal Ball op 4 oktober 2012 (updates)        | Vermont                         | Missouri                                | Washington West Virginia            | Montana            |                                     | North Carolina                          |                                 |
|                                                                |                                 |                                         |                                     |                    |                                     |                                         |                                 |

## Uitslagen verkiezingen
| Datum           | Staat            | Zittende gouverneur | Partij      | Status                                                    | Kandidaten                                                                                |
| --------------- | ---------------- | ------------------- | ----------- | --------------------------------------------------------- | ----------------------------------------------------------------------------------------- |
| 5 juni 2012     | Wisconsin        | Scott Walker        | Republikein | zittende gouverneur herkozen                              | Scott Walker (R) 53,1 % Barrett (D), 46,3%                                                |
| 6 november 2012 | Amerikaans-Samoa | Togiola Tulafono    | Democraat   | zittende gouverneur niet herkiesbaar, zege Onafhankelijke | Lolo Letalu Matalasi Moliga (I) 52,9% Faoa Aitofele Sunia (D) 47,1%                       |
| 6 november 2012 | Montana          | Brian Schweitzer    | Democraat   | zittende gouverneur niet herkiesbaar, behoud Democraat    | Steve Bullock (D) 49% Rick Hill (R) 47%                                                   |
| 6 november 2012 | New Hampshire    | John Lynch          | Democraat   | zittende gouverneur niet herkiesbaar, behoud Democraat    | Maggie Hassan (D) 55% Ovide Lamontagne (R) 42%                                            |
| 6 november 2012 | North Carolina   | Bev Perdue          | Democraat   | zittende gouverneur niet herkiesbaar, zege Republikein    | Walter Dalton (D) 43% Pat McCrory (R) 55% Barbara Howe (LB)                               |
| 6 november 2012 | Washington       | Christine Gregoire  | Democraat   | zittende gouverneur niet herkiesbaar, behoud Democraat    | Jay Inslee (D) 51,5% Rob McKenna (R) 48,5%                                                |
| 6 november 2012 | Indiana          | Mitch Daniels       | Republikein | zittende gouverneur niet herkiesbaar, behoud Republikein  | Mike Pence (R) 50% John R. Gregg (D) 46% Rupert Boneham (LB)                              |
| 6 november 2012 | Delaware         | Jack Markell        | Democraat   | zittende gouverneur herkozen                              | Jack Markell (D) 69% Jeff Cragg (R) 29%                                                   |
| 6 november 2012 | Missouri (staat) | Jay Nixon           | Democraat   | zittende gouverneur herkozen                              | Jay Nixon (D) 55% Dave Spence (R) 42%                                                     |
| 6 november 2012 | Vermont          | Peter Shumlin       | Democraat   | zittende gouverneur herkozen                              | Peter Shumlin (D) 58% Randy Brock (R) 38%                                                 |
| 6 november 2012 | West Virginia    | Earl Ray Tomblin    | Democraat   | zittende gouverneur herkozen                              | Earl Ray Tomblin (D) 50% Dave Spence (R) 46%                                              |
| 6 november 2012 | North Dakota     | Jack Dalrymple      | Republikein | zittende gouverneur herkozen                              | Jack Dalrymple (R) 63% Ryan Taylor (D) 34%                                                |
| 6 november 2012 | Puerto Rico      | Luis Fortuño        | Republikein | zittende gouverneur verslagen, zege Democraat             | Luis Fortuño (R) 47,4% Alejandro García Padilla (D) 47,8 % Juan Dalmau Ramírez (I) 2,53 % |
| 6 november 2012 | Utah             | Gary Herbert        | Republikein | zittende gouverneur herkozen                              | Gary Herbert (R) 68% Peter Cooke (D) 28%                                                  |